# Mario Nocera
Mario Nocera (Termoli, 8 settembre 1969) è un militare italiano, maresciallo ordinario, decorato con medaglia d'oro al valor civile per il soccorso prestato in occasione del terremoto del Molise del 2002.